# Heavenly Sword
Heavenly Sword è un videogioco della Ninja Theory distribuito dalla SCEE e disponibile esclusivamente per PlayStation 3. Il gioco è uscito in Europa il 12 settembre 2007 negli Stati Uniti il 14 settembre 2007 e in Australia il 20 settembre 2007.

## Trama
Il gioco parla di una giovane donna, Nariko, che secondo una profezia sarebbe dovuta nascere uomo e liberare la propria terra da Bohan, un re malvagio guidato dal Re corvo, un demone. Proprio per il fatto di essere donna, Nariko è considerata maledetta. Nariko impugna la Heavenly Sword ("spada celestiale") pur sapendo che ben presto risucchierà la sua vita. Infatti nella battaglia finale la spada la uccide, ma riceve la benedizione degli dei, che la riportano in vita per sconfiggere Re Bohan, che intanto ha ricevuto il potere del demone corvo. Dopo una dura battaglia lei lo ferisce a morte, e il Re corvo per punizione lo acceca. Subito dopo Nariko muore e affida la spada a Kai, la sua migliore amica, dicendole che dovrà nasconderla perché molte persone vogliono il suo potere per dominare.

## Modalità di gioco
I controlli di Nariko nel gioco sono caratterizzati da tre tipi di attacchi: l'assetto "velocità" che permette di portare attacchi veloci con la spada divisa in due pezzi. L'assetto "forza" che permette di fare attacchi potenti ma lenti e infine l'assetto "distanza" che permette di attaccare a distanza ma debolmente. Inoltre con l'assetto distanza grazie al sensore di movimento del controller SIXAXIS si possono fare delle spettacolari combo aeree oltre a quelle degli altri due assetti. Sempre utilizzando il sensore di movimento del SISAXIS si può cambiare la visuale spostandolo verso destra o sinistra. Non è presente il salto, tranne nelle combo aeree.
Kai ha un diverso controllo rispetto a Nariko. Può evitare i nemici stordendoli, e può saltare gli ostacoli, eludendo i nemici.
La sua arma principale è il twing twang, una specie di balestra. Grazie al sensore di movimento del SIXAXIS si può controllare il movimento delle frecce spostando il SIXAXIS in giù, su, destra e sinistra.

## Personaggi

### Nariko
Nariko è la protagonista del gioco. All'inizio del gioco ha 23 anni. È la figlia del capo di un clan che custodiva la Heavenly Sword per evitare che qualcuno la prendesse e la usasse per dominare il mondo. Nariko viene considerata maledetta dai membri del clan, perché al suo posto secondo una profezia sarebbe dovuto nascere un uomo benedetto dagli dei, che avrebbe liberato il clan dal malvagio Re Bohan. Per questo il padre aveva tentato di ucciderla quando era ancora una neonata. L'unica sua amica era Kai. Quando il padre di Nariko viene catturato dagli uomini di Bohan lei decide di impugnare la terribile Heavenly Sword per liberare suo padre e gli altri membri del clan, e anche per vendicarsi delle perfidie di Bohan. Nariko sapeva che presto la spada l'avrebbe uccisa.

### Kai
Kai ha 18 anni ed è la migliore amica di Nariko nonché sua sorella adottiva. Nariko l'ha trovata abbandonata che mangiava scarafaggi; Sua madre era stata uccisa da un generale di Re Bohan e di questo se ne ricorderà solo quando vede la mummia della madre nell'armeria del palazzo di Bohan. Dopo che Nariko l'ha trovata è diventata un membro del suo clan, dimostrando di saper maneggiare perfettamente il twing twang, una specie di balestra, e ad aiutarla grazie alla sua capacità di essere agile come un gatto. Dopo la battaglia finale le viene affidata la Heavenly Sword da nascondere.

## Doppiaggio
| Personaggio   | Doppiatore originale | Doppiatore italiano |
| ------------- | -------------------- | ------------------- |
| Nariko        | Anna Torv            | Chiara Colizzi      |
| Shen          | Ewan Stewart         | Ennio Coltorti      |
| Kai           | Lydia Baksh          | Maddalena Vadacca   |
| Bohan         | Andy Serkis          | Nino Prester        |
| Volpe Volante | Steven Berkoff       | Roberto Pedicini    |
| Grugno        | Richard Ridings      | Roberto Stocchi     |
| Squamata      | Race Davies          | Loredana Nicosia    |
| Madre di Kai  |                      | Stefania Patruno    |

## Altre apparizioni
- Nariko è uno dei personaggi selezionabili di PlayStation All-Stars Battle Royale.
- Un contenuto scaricabile per il videogioco LittleBigPlanet rende disponibile Nariko.